# Robert Marjolin
Robert Marjolin (Parijs, 27 juli 1911 - aldaar, 15 april 1986) was een Franse econoom en politicus, die een belangrijke rol speelde bij de vorming van de Europese Economische Gemeenschap. Marjolin vervulde hoge politieke functies in zowel Frankrijk als Europa.

## Jeugd
Robert Marjolin werd geboren in Parijs als de zoon van een stoffeerder. Hij verliet de middelbare school op veertienjarige leeftijd en ging aan het werk, maar volgde in de avonden cursussen aan de Sorbonne. In 1931 ontving Marjolin een beurs van de Rockefeller Foundation, waarmee hij de studies Sociologie en Economie aan de Yale University kon financieren. In 1934 rondde Marjolin de opleidingen af. In 1936 ontving hij een postgraduaat doctoraat in de jurisprudentie. Marjolin werkte vanaf 1938 als hoofd assistent van Charles Rist aan het Instituut van Economie in Parijs. Zijn onderzoek aan het instituut, maar ook in zijn later politieke leven, werden beïnvloed door de New Deal van Franklin Delano Roosevelt. Marjolin hield zich voornamelijk bezig met de geschiedenis van productie en prijs, alsmede het monetaire beleid.

## Tweede Wereldoorlog en De Gaulle
Nadat Frankrijk in juni 1940 had gecapituleerd, werd Marjolin economisch adviseur van de Franse regering van Charles de Gaulle in ballingschap. Voordat er zichtbare tekenen waren van het einde van de oorlog had Marjolin al plannen ontworpen over de wederopbouw van Frankrijk en Europa. In 1943 vertegenwoordigde hij de regering in Washington bij een inkoopmissie. In de Verenigde Staten kwam hij in contact met een kunstenares, met wie hij later zou trouwen.
Na de oorlog werd Marjolin de eerste directeur van de afdeling Buitenlandse Handel op het departement Economische Zaken. Tevens was hij staatssecretaris van Wederopbouw. In deze positie bepaalde Marjolin de economische ontwikkeling van Frankrijk in het komende decennia. In tegenstelling tot de Duitser Ludwig Erhard was Marjolin een voorstander van een sterke staatscontrole op de economie. Dit contrast was kenmerkend voor het Franse en Duitse beleid in het verdere verloop van de twintigste eeuw.

## Het Marshallplan en de OESO
Door zijn ministeriële verantwoordelijken was Marjolin nauw betrokken bij de uitvoering van het Marshallplan in Europa. In augustus 1947 besloot hij het plan van het Amerikaanse Congres te steunen. Een jaar later werd Marjolin de eerste secretaris-generaal van de Organisatie voor Economische Samenwerking en Ontwikkeling. De OESO was verantwoordelijk voor de uitvoering van het Marshallplan. In de laatste jaren van zijn ambtsperiode probeerde Marjolin de organisatie om te vormen tot meer dan alleen een autoriteit die verantwoordelijk was voor het beheer van de Europese handelsbetrekkingen. Marjolin was van mening dat het politiek actief moest worden en wilde daarmee indirect een verdere Europese economische en politieke integratie bewerkstelligen.
Marjolin besloot eind 1954 ontslag te nemen als secretaris-generaal van de OESS. Voor korte tijd was hij werkzaam bij de socialistische minister van Buitenlandse Zaken, Christian Pineau en werd hoogleraar aan de Universiteit van Nancy. In 1955 leidde hij de Franse delegatie bij de onderhandelingen over de vorming van de EEG. Hij hechte grote waarde aan de instelling van een gemeenschappelijk economisch, monetair en financieel beleid. Marjolin kon daarmee rekenen op de steun van de Duitse delegatieleider Alfred Muller Almack en zijn plaatsvervanger Hans von der Groeben.
In 1958 werd hij een van de eerste Eurocommissarissen in de commissie-Hallstein I. Marjolein werd belast met de economische en financiële portefeuille. In 1962 werd hij opnieuw Eurocommissaris in de commissie-Hallstein II. In datzelfde jaar was Marjolin kandidaat voor de Franse socialisten in de Franse parlementsverkiezingen van november 1962. Als Marjolin had gewonnen had hij de commissie moeten verlaten. Marjolin diende echter tot en met januari 1967 als Eurocommissaris. Hij overleed op 74-jarige leeftijd.
 Giuseppe Caron* ·  Guido Colonna di Paliano ·  Hans von der Gröben ·  Walter Hallstein ·  Lionello Levi Sandri ·  Sicco Mansholt ·  Robert Marjolin ·  Jean Rey ·  Henri Rochereau ·  Lambert Schaus 
  * afgetreden 
 Giuseppe Caron ·  Hans von der Gröben ·  Walter Hallstein ·  Robert Lemaignen ·  Lionello Levi Sandri ·  Piero Malvestiti** ·  Sicco Mansholt ·  Robert Marjolin · 
  Giuseppe Petrilli** ·  Michel Rasquin* ·  Jean Rey ·  Lambert Schaus 
  * overleden, ** afgetreden 
- Bibsys: 90350146
- Biblioteca Nacional de España: XX994589
- Bibliothèque nationale de France: cb12056684f (data)
- Gemeinsame Normdatei: 118841114
- International Standard Name Identifier: 0000 0000 7829 1945
- Library of Congress Control Number: n81062357
- Nationale Bibliotheek van Israël: 987007264902705171
- Nederlandse Thesaurus van Auteursnamen: 073073857
- Parlement.com: vi2glo8oxzzn
- Istituto Centrale per il Catalogo Unico: CFIV080172
- SNAC: w6xn4kh1
- Système universitaire de documentation: 028807197
- Virtual International Authority File: 98034461
- WorldCat: E39PBJf4djVYfMMRMp6jWhD8YP